# Corrigioleae
Corrigioleae es una tribu de plantas perteneciente a la familia Caryophyllaceae. El género tipo es:  Corrigiola L.

## Géneros
- Corrigiola
- Telephium[2]